# میخایلو آرتیوخوف
میخایلو آرتیوخوف (انگلیسی: Mykhailo Artiukhov؛ زادهٔ ۱۵ ژوئن ۱۹۷۱) ورزشکار اسکی صحرانوردی اهل اوکراین است.وی همچنین از اسکی‌بازان اسکی صحرانوردی در بازی‌های المپیک زمستانی ۱۹۹۸ بوده است.